# 1648

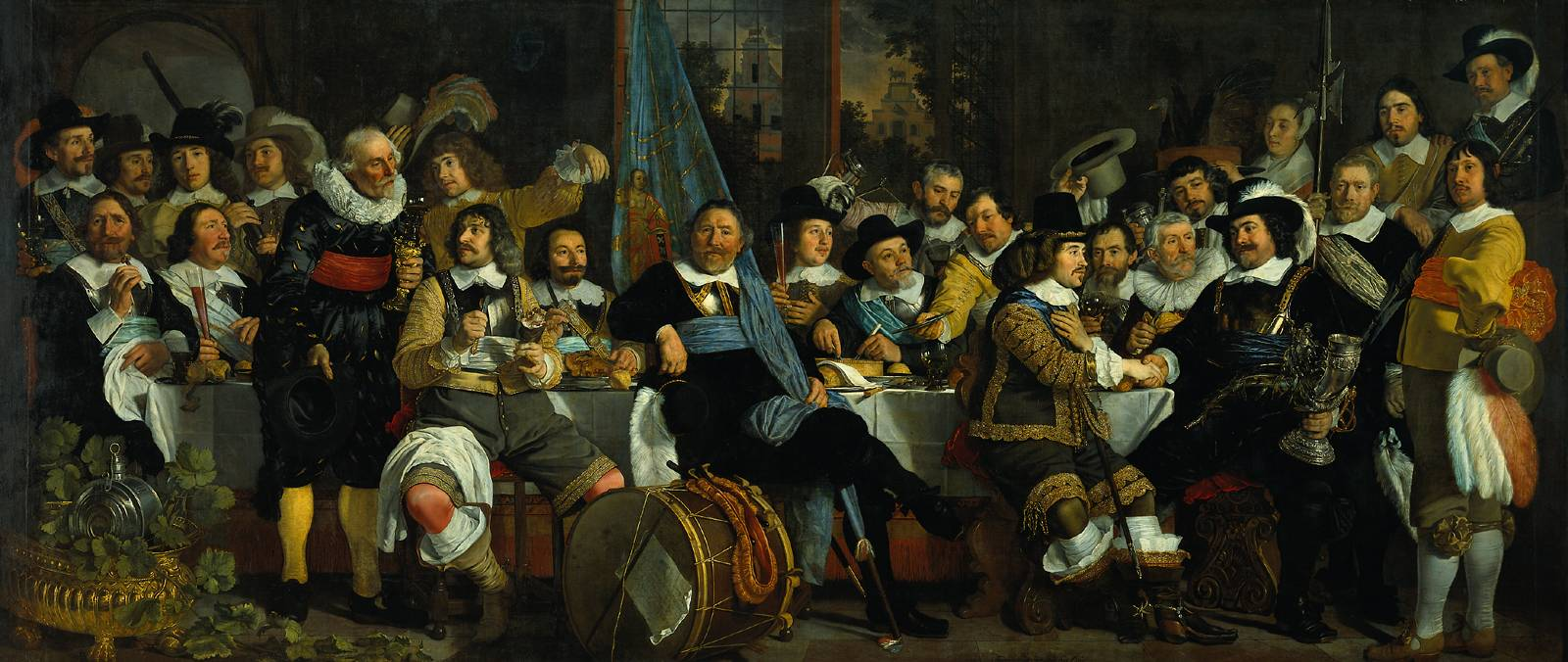
Feest n.a.v. de Vrede van Munster.

Het jaar 1648 is het 48e jaar in de 17e eeuw volgens de christelijke jaartelling.

## Gebeurtenissen
januari
- 30 - Vrede van Münster gesloten, waardoor er een eind komt aan de Tachtigjarige Oorlog.
- januari - Burgemeester Jacob de Witt van Dordrecht krijgt "huisbezoek" van tientallen woedende zakkendragers, die wel wat schade aanrichten, maar afdruipen voordat de schutterij kan ingrijpen.

maart
- 23 - Frankrijk en de Republiek der Zeven Verenigde Nederlanden tekenen het Verdrag van Concordia, waarbij het eiland Sint Maarten gedeeld wordt.
- 28 - De Ierse opstandelingen, verenigd in de Ierse Confederatie, sluiten een verdrag van wederzijdse erkenning met de Engelse royalisten.
- De Staten van Gelre geven de Gelderse Academie de status van universiteit.

april
- 12 - Plechtige inwijding van de Gelderse Academie te Harderwijk.
- 19 - Een legertje van de WIC wordt in de Eerste Slag bij Guararapes verslagen door de Portugezen.
- april - Spaanse troepen maken een einde aan de Koninklijke Republiek van Napels en arresteren het hoofd ervan, Hendrik II van Guise.

mei
- 10 - De Nieuwe Kerk (Amsterdam) opent weer voor het eerst na de grote brand van 1645.
- 15 - De Vrede van Münster en de Vrede van Osnabrück worden officieel bekrachtigd, waarmee een einde komt aan de Tachtigjarige Oorlog en de Dertigjarige Oorlog. Binnen het Heilige Roomse Rijk verkrijgen de landsvorsten "Landeshoheit", ofwel territoriale soevereiniteit. Zij mogen voortaan een buitenlandse politiek voeren en bondgenootschappen sluiten, mits niet gericht tegen de keizer. De Republiek en Zwitserland worden helemaal losgemaakt uit het HRR.

juni
- 24 - Op het Tolhuis in Lobith wordt met toestemming van de Pruisische keurvorst Frederik Willem I een schutterij opgericht.

juli
- 24 - De commandeur van de Duitse Orde in Handel, Ulric van Hoensbroek, geeft de kapel van Onze-Lieve-Vrouwe van Handel over aan de Staten-Generaal. De rector wordt weggejaagd en de gelovigen geweerd.

augustus
- 17 tot 20 - De Engelse legerleider Henry Ireton verslaat in de Slag bij Preston (Lancashire) de koningsgezinde Schotten.
- 20 - De Slag bij Lens wordt een overwinning voor de Fransen en meteen het einde van de Dertigjarige Oorlog. De Oostenrijkse Habsburgers, de Spaanse Habsburgers en Beieren geven de strijd op.

september
- 2 - Als bij Piljava de legers van Polen en de Kozakken tegenover elkaar staan, wordt het gerucht verspreid dat een groot tataars leger zich met de kozakken heeft verbonden en het Poolse leger vlucht in paniek. De verloren slag markeert het moment, waarop Oekraïne niet langer onder de Poolse regering, maar onder die van de kozakken valt.

oktober
- 4 - Directeur Peter Stuyvesant richt in Nieuw-Nederland (New York) de eerste vrijwillige brandweer van Amerika op.
- 24 - Ondertekening van de Vrede van Osnabrück en Münster: einde van de Dertigjarige Oorlog. Frankrijk verwerft de Elzas.
- 28 - Vier Amsterdamse regentenzoontjes leggen de eerste steen voor het nieuwe stadhuis op de Dam.

november
- 20 - Rond de inauguratie van koning Jan II Casimir van Polen komt het in 1648 in het Oekraïense deel van het Rijk tot een opstand van de Zaporozje-Kozakken onder leiding van hun hetman Bohdan Chmelnytsky, die ook door de Krim-Tataren wordt gesteund. Er worden door opstandelingen bloedige slachtingen onder katholieke Polen en joden gepleegd, waarbij het aantal slachtoffers op een 250.000 wordt geschat.

zonder datum
- De Franse kardinaal-staatssecretaris Mazarin sticht de Koninklijke Academie voor Beeldhouw- en Schilderkunst. Hij bepaalt dat de afgestudeerden jaarlijks mogen deelnemen aan de Parijse salon.
- Voltooiing van de Taj Mahal.

## Beeldende kunst

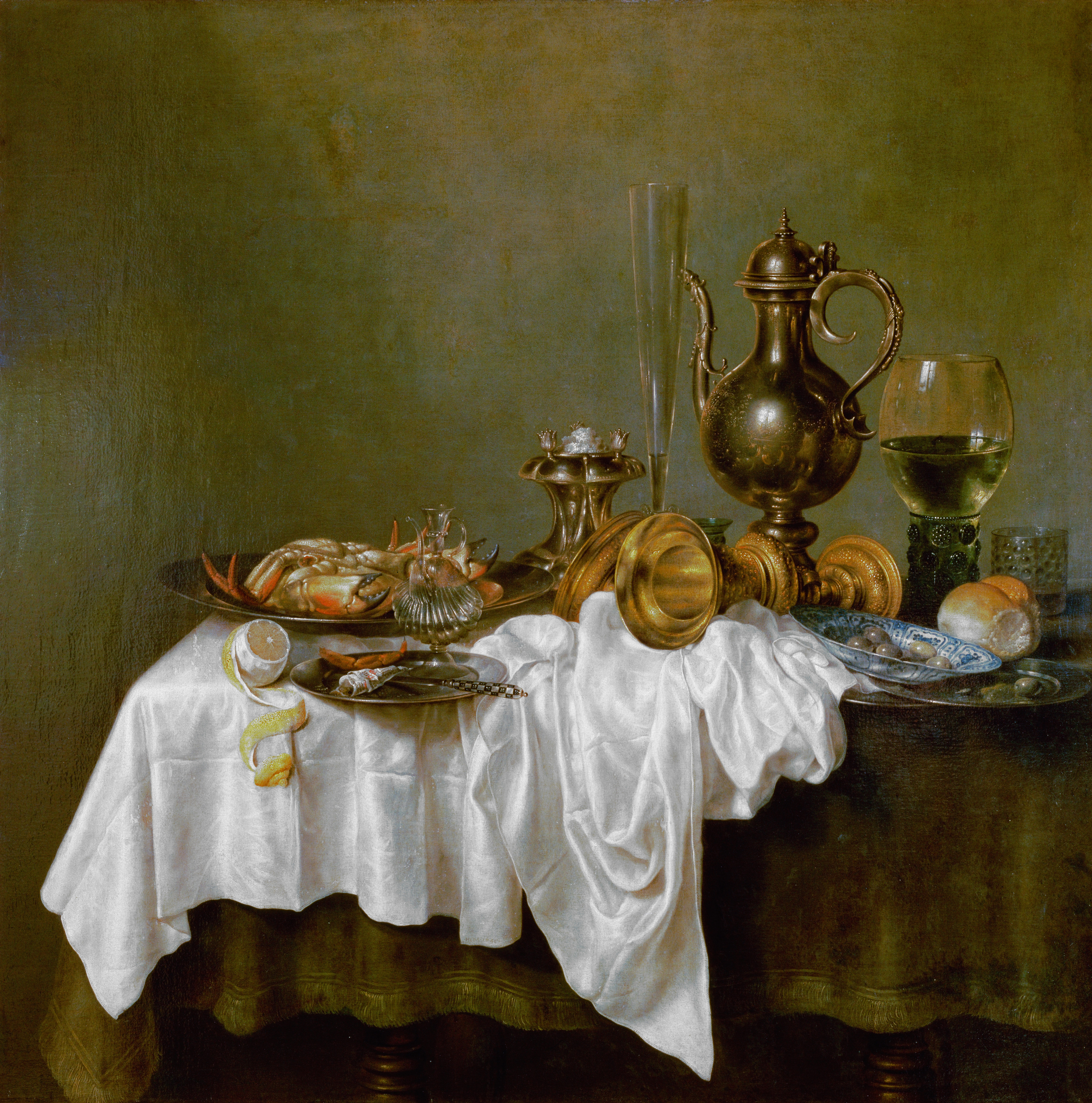
ontbijt met krab (1648) Willem Claesz. Heda, Hermitage
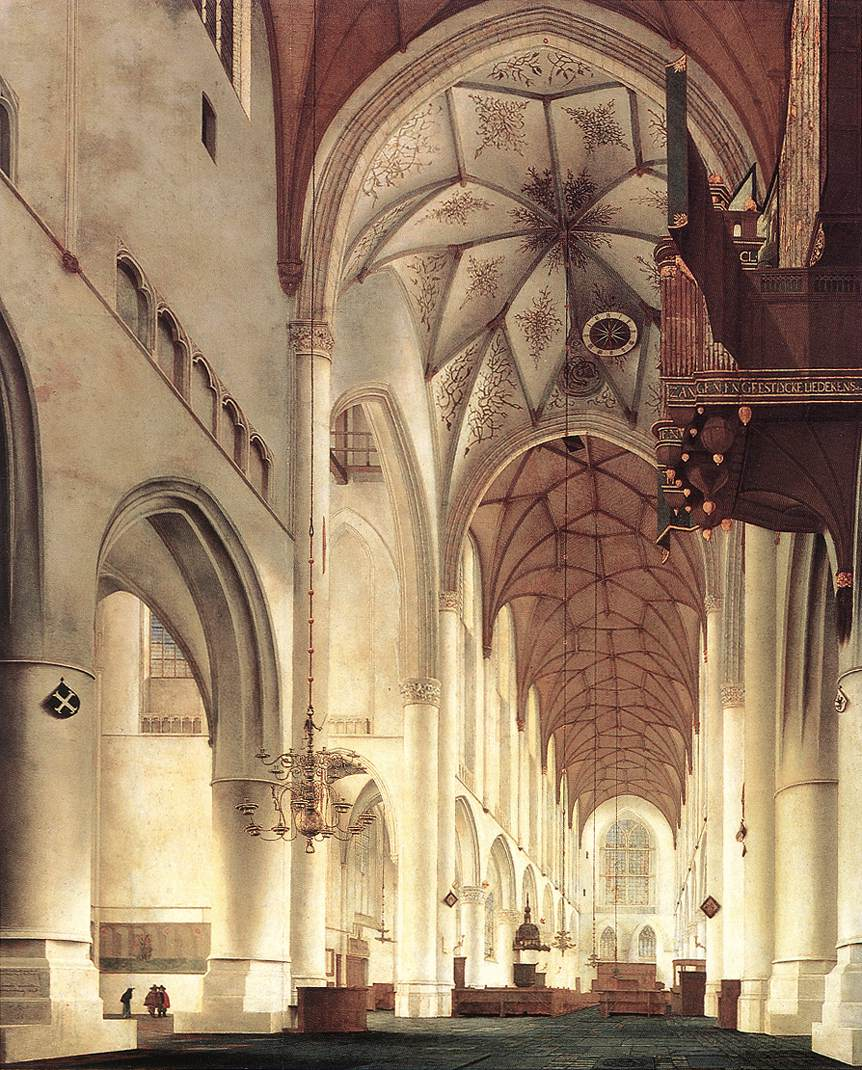
Sint Bavokerk Haarlem (1648) Pieter Jansz. Saenredam, National Gallery of Scotland

## Bouwkunst

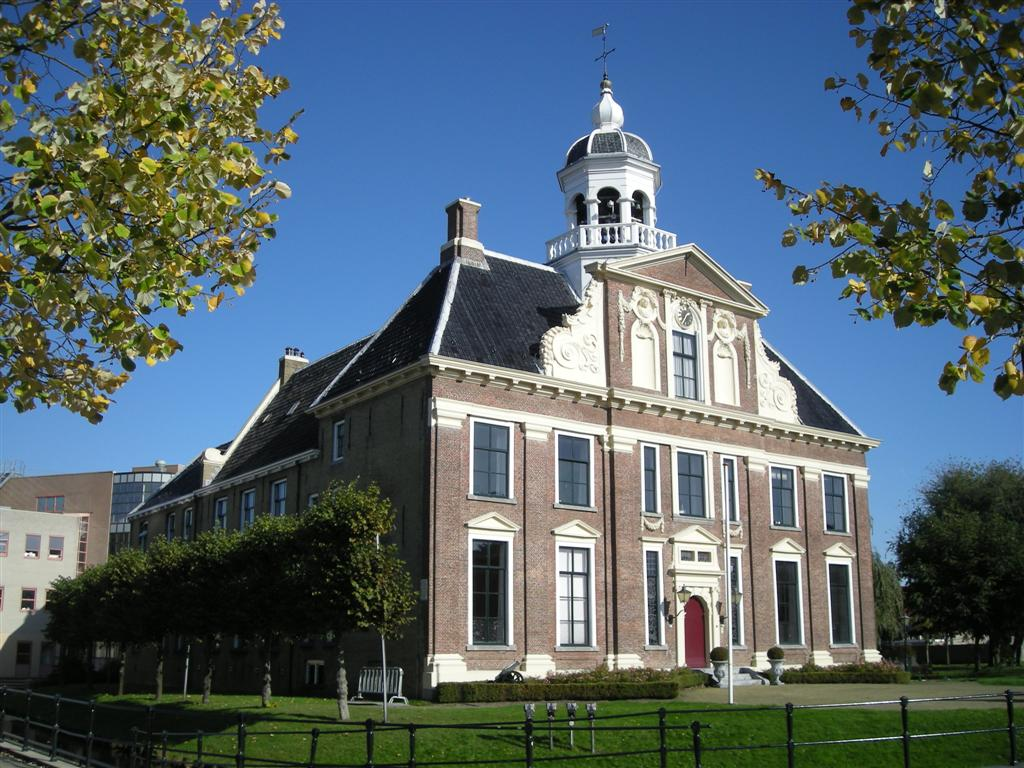
Crackstate Heerenveen (1648)